# 구덕야구장
구덕야구장(九德野球場, 영어: Gudeok Baseball Stadium)은 대한민국 부산광역시 서구 서대신동3가에 있는 야구장으로, 구덕운동장 내에 위치해있는 야구장이다. 1971년 부산광역시 최초의 야구 전용 경기장으로 개장하였다.

## 역사
1982년부터 1985년까지는 한국 프로 야구 롯데 자이언츠 홈 경기가 열렸던 곳이며 1982년에는 삼미 슈퍼스타즈가 6번이나 홈 경기를 치렀는데 이들 중 해태 타이거즈와의 홈경기(4월 8일, 6월 23~24일)가 3번이나 개최됐다. 1985년 동래구 사직동에 사직야구장이 개장하면서 1986년부터는 아마추어 경기가 주로 열리는데 1988년 4월 30일부터 5월 1일까지 열린 빙그레 이글스 VS 롯데 자이언츠 2연전이 마지막 프로야구 경기였다. 이후 2002년 아시안 게임 소프트볼 종목이 여기서 열리기도 했고 2005년 개최된 전국체전 야구 경기가 열린 바 있었다.
운동장 내·외야 전체가 흙으로 되어 있어서 안전상 매우 위험하여 시민과 여러 아마추어 구단의 항의가 빗발치자 부산광역시 체육시설관리사업소에서 2007년 1월부터 인조 잔디를 설치하여 2007년 7월 20일에 재개장하였다. 하지만 시설이 매우 낡아, 47년간 운영했던 부산 구덕야구장이 2017년 9월 19일에 철거되었다.
한편, 1990년 2군 리그(현재 퓨처스리그) 시작 후 롯데 자이언츠 2군이 2006년까지 홈구장으로 사용했으며 1991년 태평양 돌핀스 타자들이 해당 구장에서 전지훈련을 했다.
아울러, 삼성 김시진이 이 곳에서 1985년 9월 17일 4실점 완투승으로  역대 3호 선발 20승에 도달했으며 김시진은 1987년 9월 27일 대구 청보 더블헤더 1차전 연장 11회 1실점 완투승으로 역대 4호 선발 20승 투수가 되기도 했다.

## 참고 문헌
- 영화 슈퍼스타 감사용에서 삼미 슈퍼스타즈의 홈구장으로 쓰였다. 영화 촬영 당시, 내·외야 그라운드가 잔디가 하나도 없이 전체가 전부 흙으로 되어있고 관중석이 설치된 야구전용구장은 구덕야구장이 유일하였다. 그래서 영화 속에서 프로야구 원년 야구장의 모습을 나타내는 배경으로 구덕야구장이 사용되었다. 외야 뒷편 아파트가 위치한 것이 일본 기타큐슈시에 있는 기타큐슈 시민구장과 닮아 있다.